# Joe Courtney (politico)
Joseph David Courtney, detto Joe (Hartford, 6 aprile 1953), è un politico e avvocato statunitense, membro della Camera dei Rappresentanti per lo stato del Connecticut.

## Biografia
Nato ad Hartford, Courtney si laureò in legge all'Università del Connecticut ed esercitò la professione di avvocato per alcuni anni.
Successivamente aderì al Partito Democratico e venne eletto alla Camera dei Rappresentanti del Connecticut, dove rimase fino al 1994. Nel 1998 cercò l'elezione a vicegovernatore, ma venne sconfitto.
Nel 2002 provò a farsi eleggere alla Camera dei Rappresentanti sfidando il deputato repubblicano in carica Rob Simmons ma perse. Nel 2006 ci riprovò e questa volta ebbe più successo, venendo eletto con un margine strettissimo. Venne poi riconfermato sia nel 2008 che nel 2010.
Courtney è un democratico piuttosto liberale e fa parte della New Democrat Coalition.